# Marcus (Waszyngton)
Marcus – miasto w Stanach Zjednoczonych, w stanie Waszyngton, w hrabstwie Stevens.